# Setge d'Aspis
El setge d'Aspis va ser un esdeveniment ocorregut l'any 256 aC, durant la Primera Guerra Púnica, entre l'exèrcit romà dirigit pels cònsols Marc Atili Règul i Luci Manli Vulsó Llong i l'exèrcit cartaginès que guarnia la ciutat d'Aspis (l'actual Kélibia).

## Antecedents
Al voltant del 261 aC, els navilis cartaginesos havien començat a realitzar petites incursions a la recerca de botí per les costes del sud d'Itàlia, però sense que deixessin de ser atacs aïllats. Com a resposta, en el 256 aC, els romans es van proposar no una simple incursió, sinó una invasió en tota regla dels dominis púnics a l'Àfrica del Nord, alhora que simultàniament continuaven avançant en la seva lluita pel control de Sicília. Aquest atac per dos fronts tenia per objectiu forçar Cartago a un tractat de pau que afavorís els interessos de la República Romana.
Després d'un curt període que els cònsols romans van prendre terra a Sicília per dur a terme les reparacions i perquè els tripulacions poguessin descansar després de la batalla del cap Ècnom, de la qual van sortir victoriosos, les seves naus es van dirigir sense trobar resistència cap al Cap Bon (l'actual Tunísia, i van prendre terra a prop de la ciutat d'Aspis. Després d'atorgar un nou descans a les tropes per la travessia marítima, els romans van encallar les seves embarcacions en una platja i van excavar una fossa amb què protegir-les, per a finalment posar Aspis sota setge.

## Setge
Es tenen molt pocs indicis sobre la durada i acabament del bloqueig de la ciutat africana. Es coneix que el setge va tenir una durada molt escassa, la qual cosa fa suposar que la guarnició cartaginesa no va oferir gaire resistència i no va provocar pèrdues importants en les forces atacants.

## Conseqüències
Una vegada l'assentament es va haver sotmès davant dels llatins i aquests van seleccionar una guarnició, els cònsols van decidir redactar un informe al Senat romà, després de la qual cosa es van dedicar a llançar ràtzies sobre aquella regió gran i fèrtil. Van requisar abundant bestiar, van obtenir botí i van incendiar les granges dels adinerats terratinents púnics. Es calcula que van prendre al voltant de 20.000 presoners com a esclaus alhora que van anar alliberant els esclaus d'origen itàlic que van trobar pel seu camí, i que segurament havien estat capturats abans de l'esclat de la guerra, segons el cronista romà d'Orient Joan Zonaràs.
Com a contestació a l'informe, el Senat va exigir la tornada de Luci Manli Vulsó Llong junt amb el gruix de la flota i els presoners, deixant Marc Atili Règul amb 40 naus. Aspis va romandre poc temps sota el domini de Roma, ja que tornaria a mans cartagineses després de la derrota i captura de Règul a les mans del mercenari espartà Xantip en la batalla del Riu Bàgrades. Molt temps més tard, Aspis tornaria definitivament a mans romanes i seria denominada Clupea, l'equivalent en llatí del terme púnic Aspis, ja que ambdues paraules signifiquen «escut».